# Eiconaxius andamanensis
Eiconaxius andamanensis är en kräftdjursart som först beskrevs av Alcock 1901.  Eiconaxius andamanensis ingår i släktet Eiconaxius och familjen Axiidae. Inga underarter finns listade i Catalogue of Life.

## Bildgalleri

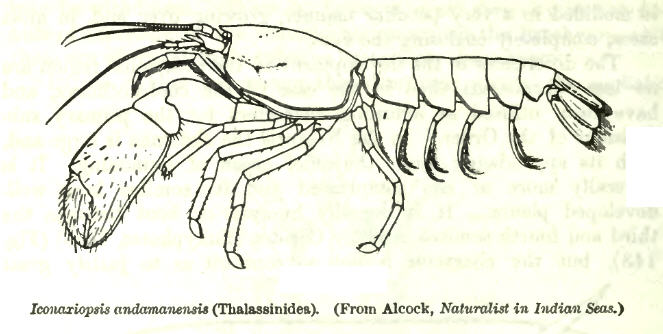